# Ким Пен Чер
Ким Пен Чер, другой вариант Ким Пен-Чер, русское имя — Ким Андрей (17 декабря 1916 года, Ольгинский уезд, Приморская область, Приамурский край — 17 декабря 1976 года) — старший конюх колхоза «Правда» Верхне-Чирчикского района Ташкентской области, Узбекская ССР. Герой Социалистического Труда (1949).

## Биография
Родился в 1916 году в крестьянской семье в одном из сельских населённых пунктов Ольгинского уезда Приморской области.
В 1935 году окончил семилетку. С 1935 году обучался в Посьетском корейском педагогическом училище. В первой половине 1937 года выехал на заработки в Якутию, избежав депортации в Среднюю Азию. Трудился в корейской бригаде на золотых приисках «Лебединский» и «Самодумовский» Алданского района (1937—1940).
В 1940 году отправился к высланным родственникам в Ташкентскую область, где работал рабочим в колхозе «Правда» Верхне-Чирчикского района (1940—1941). Во время Великой Отечественной войны был призван на трудовой фронт: трудился на авиазаводе № 84 в Ташкенте (1941—1946). Потом продолжил работать скотником, старшим скотником в колхозе «Правда» Верхне-Чирчикского района (1946—1950).
В 1949 году вырастил 21 жеребёнка от 21 кобыл. Указом Президиума Верховного Совета СССР от 21 июля 1949 года удостоен звания Героя Социалистического Труда с вручением ордена Ленина и золотой медали «Серп и Молот».
С 1951 по 1976 года — ветеринар на ферме в колхозе «Правда».
Скончался в 1976 году.